# De sista
De sista (finska: Viimeiset) är en finsk westernfilm från 2020 regisserad av Veiko Õunpuu. Filmen är ett finsk-estniskt samarbete efter ett manus av Õunpuu, Heikki Huttu-Hiltunen och Eero Tammi. I huvudrollerna syns Pääru Oja, Laura Birn, Tommi Korpela, Elmer Bäck, Samuli Edelmann ja Sulevi Peltola.
Viimeiset hade premiär 27 november 2020 och nominerades till Estlands Oscar-bidrag.

## Handling
Rupi, en ung gruvarbetare, ska gräva upp fjällen för att skrapa ihop tillräckligt med pengar för att för alltid lämna den deprimerande gruvbyn. Men arbetet i gruvan avstannar eftersom Rupis far, en gammal renskötare, vägrar sälja sin mark. Ovanpå allt detta får gruvbossen, känd som "Fisherman", ögonen på Riitta, Rupis bästa vän Lievonens fru, som Rupik är hemligt kär i. Livet i gruvbyn är farligt, och händelserna leder bit för bit till den slutliga kollapsen. Rupi måste välja vem och var han hör hemma. I sina fäders länder, i fjällen – deras urhem, eller i den kalla världen av själviska strävanden?

## Rollista
- Pääru Oja – Rupi
- Laura Birn – Riitta
- Tommi Korpela – Kari "The Fisherman" Kolehmainen
- Elmer Bäck – Lievonen
- Sulevi Peltola – Oula
- Samuli Edelmann – Tatu
- Jarkko Lahti – förman
- Tero Jartti – Moilanen
- Indrek Spungin – Kinnunen
- Emmi Parviainen – Sanna
- Juhan Ulfsak – slaktare
- Taavi Eelmaa – Dieter
- Veiko Õunpuu – Bohlen
- Pirjo Leppänen – Maisa
- Timo-Pekka Luoma – gruvarbetare
- Tom Petäjä – polis
- Pasi Kajo – polis
- Jouni Laaksomies – politiker
- Ilkka Koivula – renskötare
- Tommi Eronen – renskötare
- Nils Matti Vasara – renskötare
- Antti Kalttopää – renskötare
- Pentti Keskitalo – renskötare
- Jouni Seppälä – karaokesångare / gruvarbetare
- Seija Satokangas – bararbetare
- Keijo Jauhojärvi – berusad man / gruvarbetare
- Sanna Mäki-Tanila – städare